# Edvard Kožušník
Edvard Kožušník (ur. 30 stycznia 1971 w Ołomuńcu) – czeski polityk i samorządowiec, poseł do Parlamentu Europejskiego VII kadencji.

## Życiorys
Po ukończeniu szkoły średniej zajął się działalnością polityczną w ramach Obywatelskiej Partii Demokratycznej. Pełnił m.in. funkcję dyrektora biura przewodniczącego Senatu Přemysla Sobotki. Należał do założycieli think tanku eStat.cz.
W wyborach w 2009 z listy ODS uzyskał mandat deputowanego do Parlamentu Europejskiego. Przystąpił do grupy Europejskich Konserwatystów i Reformatorów, został członkiem Komisji Rynku Wewnętrznego i Ochrony Konsumentów. W 2011 nominowany został do nagrody MEP Awards dla najbardziej pracowitych posłów Parlamentu Europejskiego w kategorii rynek wewnętrzny i ochrona konsumentów. W PE zasiadał do 2014, kandydował bez powodzenia w wyborach europejskich i krajowych.
W styczniu 2022 został wiceministrem przemysłu i handlu. W 2024 uzyskał mandat radnego kraju libereckiego. Objął w tym samym roku funkcję zastępcy hetmana tego kraju.